# Derby County Football Club 1977-1978
Questa voce raccoglie le informazioni riguardanti il Derby County Football Club nelle competizioni ufficiali della stagione 1977-1978.

## Stagione
La stagione si aprì con la conferma di Colin Murphy alla guida della squadra ma a metà settembre, con i Rams in grado di raccogliere due pareggi nelle prime sette gare di First Division, venne sostituito da Tommy Docherty.
Dopo aver portato immediatamente la squadra al di fuori della zona retrocessione, nel corso dell'intera stagione il tecnico scozzese effettuò una lunga serie di operazioni di calciomercato liberando da un lato diversi fra gli artefici dei successi degli anni precedenti e, dall'altro, acquistando giocatori che (salvo rare eccezioni come la futura bandiera Steve Buckley) non lasciarono particolari tracce nella storia dei Rams se non per alcune controversie legate al loro trasferimento come nel caso di Gordon Hill, capocannoniere stagionale del Manchester Utd strappato ai Red Devils durante il finale di stagione.
Eliminato nelle prime fasi delle coppe nazionali, il Derby County concluse il campionato al dodicesimo posto dopo aver trascorso gran parte del torneo nelle posizioni medio-basse della classifica.

## Maglie e sponsor
Lo sponsor tecnico per la stagione 1977-1978 è Umbro. Tutte le divise della stagione precedente sono state confermate, con in aggiunta una di colore azzurro con righe verticali blu scuro.
| Casa | Trasferta | Terza |  |

## Rosa
| N. |                        | Ruolo | Calciatore               |
| -- | ---------------------- | ----- | ------------------------ |
|    | Inghilterra (bandiera) | P     | Colin Boulton            |
|    | Scozia (bandiera)      | D     | David McKellar           |
|    | Inghilterra (bandiera) | P     | John Middleton           |
|    | Inghilterra (bandiera) | P     | Graham Moseley           |
|    | Inghilterra (bandiera) | D     | Steve Buckley            |
|    | Inghilterra (bandiera) | D     | Bob Corish               |
|    | Inghilterra (bandiera) | D     | Peter Daniel             |
|    | Irlanda (bandiera)     | D     | David Langan             |
|    | Irlanda (bandiera)     | D     | Tony Macken              |
|    | Inghilterra (bandiera) | D     | Roy McFarland (capitano) |
|    | Inghilterra (bandiera) | D     | David Nish               |
|    | Galles (bandiera)      | D     | Rod Thomas               |
|    | Inghilterra (bandiera) | D     | Colin Todd               |
|    | Inghilterra (bandiera) | D     | Ron Webster              |
|    | Irlanda (bandiera)     | C     | Gerry Daly               |
|    | Scozia (bandiera)      | C     | Archie Gemmill           |
|    | Inghilterra (bandiera) | C     | Kevin Hector             |

| N. |                        | Ruolo | Calciatore      |
| -- | ---------------------- | ----- | --------------- |
|    | Inghilterra (bandiera) | C     | Gordon Hill     |
|    | Inghilterra (bandiera) | C     | David Hunt      |
|    | Galles (bandiera)      | C     | Leighton James  |
|    | Scozia (bandiera)      | C     | Jeff King       |
|    | Scozia (bandiera)      | C     | Don Masson      |
|    | Irlanda (bandiera)     | C     | Don O'Riordan   |
|    | Inghilterra (bandiera) | C     | Steve Powell    |
|    | Scozia (bandiera)      | C     | Bruce Rioch     |
|    | Inghilterra (bandiera) | A     | Paul Bartlett   |
|    | Inghilterra (bandiera) | A     | Andrew Crawford |
|    | Inghilterra (bandiera) | A     | Colin Chesters  |
|    | Inghilterra (bandiera) | A     | Terry Curran    |
|    | Inghilterra (bandiera) | A     | Charlie George  |
|    | Inghilterra (bandiera) | A     | Derek Hales     |
|    | Scozia (bandiera)      | A     | Billy Hughes    |
|    | Irlanda (bandiera)     | A     | Gerry Ryan      |

## Calciomercato

### Sessione estiva
| Acquisti | Acquisti     | Acquisti   | Acquisti              |
| R.       | Nome         | da         | Modalità              |
| -------- | ------------ | ---------- | --------------------- |
| A        | Billy Hughes | Sunderland | definitivo (30 000 £) |

| Cessioni | Cessioni     | Cessioni | Cessioni   |
| R.       | Nome         | da       | Modalità   |
| -------- | ------------ | -------- | ---------- |
| C        | Henry Newton | Walsall  | definitivo |

### Operazioni esterne alle sessioni
| Acquisti | Acquisti       | Acquisti                | Acquisti               |
| R.       | Nome           | da                      | Modalità               |
| -------- | -------------- | ----------------------- | ---------------------- |
| P        | David McKellar | Ardrossan Winton Rovers | definitivo (2 500 £)   |
| P        | John Middleton | Nottingham Forest       | definitivo             |
| D        | Steve Buckley  | Luton Town              | definitivo (160 000 £) |
| D        | Tony Macken    | Dallas Tornado          | fine prestito          |
| C        | Gordon Hill    | Manchester Utd          | definitivo (250 000 £) |
| C        | Don Masson     | QPR                     | definitivo             |
| C        | Bruce Rioch    | Everton                 | definitivo (150 000 £) |
| A        | Terry Curran   | Nottingham Forest       | definitivo (10 000 £)  |
| A        | Gerry Ryan     | Bohemians               | definitivo (40 000 £)  |

| Cessioni | Cessioni       | Cessioni            | Cessioni               |
| R.       | Nome           | a                   | Modalità               |
| -------- | -------------- | ------------------- | ---------------------- |
| P        | Colin Boulton  | Tulsa Roughnecks    | definitivo             |
| P        | Graham Moseley | Walsall             | definitivo             |
| D        | Peter Daniel   | Vancouver Whitecaps | prestito               |
| D        | Kevin Hector   | Vancouver Whitecaps | definitivo             |
| D        | Tony Macken    | Walsall             | definitivo             |
| D        | Rod Thomas     | Cardiff City        | definitivo (10 000 £)  |
| D        | Ron Webster    | Minnesota Kicks     | prestito               |
| C        | Gerry Daly     | N.E. Tea Men        | definitivo             |
| C        | Archie Gemmill | Nottingham Forest   | definitivo (25 000 £)  |
| C        | David Hunt     | Notts County        | definitivo (45 000 £)  |
| C        | Leighton James | QPR                 | definitivo             |
| C        | Don O'Riordan  | Doncaster           | prestito               |
| A        | Charlie George | Minnesota Kicks     | definitivo             |
| A        | Derek Hales    | West Ham Utd        | definitivo (110 000 £) |
| A        | Billy Hughes   | Leicester City      | definitivo (45 000 £)  |

## Statistiche

### Andamento in campionato
Luogo, risultato e posizione seguono l'ordine ufficiale delle giornate.
| Giornata  | 1  | 2  | 3  | 4  | 5  | 6  | 7  | 8  | 9  | 10 | 11 | 12 | 13 | 14 | 15 | 16 | 17 | 18 | 19 | 20 | 21 | 22 | 23 | 24 | 25 | 26 | 27 | 28 | 29 | 30 | 31 | 32 | 33 | 34 | 35 | 36 | 37 | 38 | 39 | 40 | 41 | 42 |
| --------- | -- | -- | -- | -- | -- | -- | -- | -- | -- | -- | -- | -- | -- | -- | -- | -- | -- | -- | -- | -- | -- | -- | -- | -- | -- | -- | -- | -- | -- | -- | -- | -- | -- | -- | -- | -- | -- | -- | -- | -- | -- | -- |
| Luogo     | T  | C  | T  | C  | T  | C  | T  | C  | T  | T  | C  | T  | C  | C  | T  | C  | T  | C  | T  | C  | T  | C  | T  | C  | C  | T  | C  | T  | C  | T  | C  | T  | C  | T  | C  | T  | T  | C  | T  | C  | C  | T  |
| Risultato | P  | N  | P  | P  | P  | N  | P  | V  | V  | V  | N  | P  | N  | P  | P  | V  | V  | V  | N  | V  | N  | P  | V  | V  | N  | P  | N  | P  | V  | P  | N  | P  | P  | V  | V  | N  | P  | V  | P  | V  | V  | N  |
| Posizione | 18 | 17 | 20 | 21 | 21 | 21 | 21 | 19 | 17 | 15 | 15 | 16 | 16 | 17 | 19 | 17 | 15 | 13 | 13 | 12 | 11 | 13 | 12 | 11 | 11 | 12 | 12 | 12 | 11 | 12 | 13 | 13 | 16 | 14 | 14 | 13 | 14 | 14 | 14 | 13 | 12 | 12 |

Fonte:  Premier League 1977/1978 » Schedule, su worldfootball.net.
Legenda:

Luogo: C = Casa; T = Trasferta. Risultato: V = Vittoria; N = Pareggio; P = Sconfitta.